# Lissocampus filum
Lissocampus filum är en fiskart som först beskrevs av Günther 1870.  Lissocampus filum ingår i släktet Lissocampus och familjen kantnålsfiskar. Inga underarter finns listade i Catalogue of Life.